# 彼女のカレラ My Favorite Carrera
『彼女のカレラ My Favorite Carrera』（かのじょのカレラ）は、麻宮騎亜による日本の漫画作品。『週刊プレイボーイ』（集英社）にて、2004年30号より2011年19・20号まで誌上連載。連載初期は不定期だったが、しばらくして1週間おきの掲載になり、2007年17号からは毎週連載となった。
その後、『週刊プレイボーイ』のウェブサイト『週プレNEWS』に移籍し、2011年5月9日更新分から翌年の2012年9月24日更新分まで連載された。打ち切り後、『月刊コミックバーズ』（幻冬舎コミックス）に移籍し、2013年3月号より『彼女のカレラRS』の連載を開始。2015年4月30日、『月刊コミックバーズ』から同社のウェブマンガサイト『デンシバーズ』へ移籍。
単行本は、プレイボーイコミックスからは第24巻まで発売。打ち切りにより単行本未収録となってしまった物語は、以後に連載を開始した『彼女のカレラRS』の第0巻として幻冬舎コミックスから発売された。
2015年12月18日分の掲載をもって『彼女のカレラRS』の連載が終了し、同年12月24日に最終巻が発売される。なお、連載終了は打ち切りではなく、麻宮騎亜自身が終了させたことをブログおよびウェブラジオで公言している。
『彼女のカレラGT3』が『リイドカフェ』（リイド社）にて2018年4月より連載中。

## ストーリー
主人公の轟麗菜は、父親が亡くなった折、ポルシェ911（964型）カレラRSを相続する。それまで自動車に興味のなかった麗菜だが、父の形見としてポルシェに乗るうちに、次第に興味が沸いてくる。ときにオーナーズクラブでのツーリングに出かけたり、時にサーキットでの走行会に参加したりといった、麗菜とポルシェの日常を綴るストーリー。

## 登場人物
声優名はドラマCD版のもの。

### 主要人物
轟麗菜（とどろき れいな）
声 - 桑島法子
主人公。年齢は22歳。身長166センチ、B109・W62・H92。青年向け漫画雑誌『月刊コミックプレイガイズ』の編集者。後に#63において劇中のクルマ雑誌『ドリヴィン』の編集に異動。亡父からポルシェ911（964型）カレラRSを相続して以降、ポルシェが縁で、さまざまな人たちと知り合い、ポルシェ911やそれ以外の車たちと出会い、面白い出来事にめぐり合うようになる。
のほほんとした性格で、やや天然気味なところが災いし、アクの強い友人たちに振り回されがち。逆にその天然なところから周りをあ然とさせるときもある。車に対して感情移入が大きく、自分の乗る車に愛称で呼ぶ。少々ネガティブ思考もあるが、逆に自己暗示にもかかりやすい。ときおり極限状態になると性格が豹変する。これが友人・真希の言う「裏（ブラック）レイナ」と同じかは現在不明。車に関してはほとんど無知で、『ドリヴィン』に移籍しても知識的には一般人レベルより低いが、自分で調べたり人に聞いたりして問題解決に取り組む、その一所懸命な姿勢に周囲からの評価は高い。巨乳の持ち主で、ことあるごとに周囲から指摘されている。
愛車は、ルビーストーンレッドの964カレラRSのほかに、ドリヴィン編集部のロングレポート用に白のカイエンV6がある。
ネコを白黒2匹飼っている。黒猫がマリアで、額にカエデの葉のような模様がある白猫がメイプル。
ヒデ、岩浅と共に、全てのポルシェオーナーを対象にした新しいオーナーズクラブ「メトロポリタン・ポルシェ・レギオン（MPL）」を創設し、その第1回目のツーリングの幹事に自ら名乗り出た。
岬愛華（みさき あいか）
声 - 佐瀬弥咲
麗菜の従妹。身長160センチ、B86・W58・H83。群馬から東京の高校に転校し、通学のために麗菜のマンションに下宿している。クールな性格で、物事をはっきり言うため、それがときには麗菜を落ち込ませることもある。子供のときからカートをやっており、全日本カートプラスGPに参戦し開幕戦で優勝するなど、実力はかなりのもの。その活躍をテレビに紹介され、ルックスの良さから麗菜の携わる雑誌のグラビア・表紙に掲載されるなど、カート界のアイドルとなっている。現在はフォーミュラ・ガイアにステップアップし、将来は日本人女性初のF1ドライバーになることを目標としている。
年齢は19歳だが、イジメが原因で1年学校に通わなかったため、現在高校3年生。なお、不登校だった頃は、父親のスバル・インプレッサWRX STi（2代目中期型）を借り、峠に出かけてバトルをしていた。「榛名のブルーゴースト」と噂される凄腕の走り屋で、戦績は145戦144勝1引き分け。麗菜との同居を始めた後も頻繁に公道バトルを挑まれているが、現在のところ常勝無敗。クールな外見や言動とは裏腹に、内に秘めた競争心は非常に熱い。
麗菜との同居開始当初より、叔母（麗菜の母親）からポルシェ968CSを、その後返却され代わりにポルシェ911（996型）GT3を貸し与えられていた。そのポルシェも返却されることになったのを機に、レースや仕事で稼いだ自己資金でマツダ・RX-7（FD3S）を購入した。
得意技として、相手の車の後ろ数センチまで接近した状態を保ち、プレッシャーをかけ続けて相手のミスを誘う「サイドワインダー・ストリーム」が有名。首都高や湾岸線でのバトル時にも、相手のウデと車の性能を信用した場合に仕掛けている。
霧島ぱるこ（きりしま ぱるこ）
声 - 根谷美智子
売れっ子の女性漫画家。本名、霧島奈緒美（きりしま なおみ）。年齢は23歳。16歳で漫画家デビュー、18歳でフェラーリ・テスタロッサを購入。フェラーリ信者で、フェラーリ以外の車は、ポルシェもトラックも同列に見下している。
ポルシェオーナーの麗菜とは当初いがみ合っていたが、仕事上の付き合いから始まり、現在はプライベートで同じカーライフを楽しむ友人といった関係。性格はいたってSで、麗菜を振り回すことがしばしば。ちなみに貧乳で、この点でも麗菜を敵視している。
愛車はフェラーリ・360モデナと、テスタロッサを下取り後購入したF40。ボンネットやサイドに自身の連載漫画「跳ね馬クルセイダーズ」のロゴマークのデカールがマーキングされている。
岩浅はじめ（いわさ はじめ）
麗菜が以前『プレイガイズ』編集者だった頃に担当していた漫画家。その後も麗菜とは、同じポルシェオーナーとしてツーリングに出かけたり、麗菜の愛車が修理中に自分の愛車を貸したり代車を紹介したりと気を配っている。それというのも、麗菜に好意を寄せているからに他ならないのだが、本人には全く伝わっていないようだ。
愛車は、連載初期から'01年モデル986型ボクスターS（色はキャララホワイト）に乗っていたが、#153から'07年モデル987型ボクスターS（色はアークティックシルバー）に乗り換えた。
麗菜、ヒデと共にMPLの創設メンバーとして加わった。
桃瀬ユリ（ももせ ユリ）
元華族の血を引く天然系アイドル。本名、三浦桃枝（みうら ももえ）。「桃の木王国で生まれて、パパにこの世界に連れて来てもらった」と公言する。その言動は、天然系というより電波系。麗菜とはグラビアの撮影がきっかけで知り合った。
ランボルギーニのコレクターで、ミウラP400、クンタッシ（カウンタック）LP500S、ディアブロSV、ガヤルドスパイダー、ウラッコ、ハラマ、LM002、さらにはイオタレプリカまで所有している。中でも自分の本名が入っているミウラに特に思い入れが強く、購入時には状態が悪かった車を大掛かりなレストアを施して甦らせ、今や自分の分身と言うほどになっている。ランボルギーニを保有する以前はホンダユーザーで、シビックタイプRや、インテグラタイプR、S2000を運転していた。S2000は現在も保有している。
公称19歳だが、実は22歳で、麗菜と同い年。ワインも嗜む（このワインもランボルギーニである）。「ユリ」という名前の通りレズで、麗菜に強烈な恋愛感情を抱いている。天真爛漫な素振りを見せつつ、麗菜の体と心を虎視眈々と狙っている。
藤堂香穂里（とうどう かおり）
声 - たなか久美
麗菜がオーナーズクラブのイベントに出かけた際、峠でいきなり勝負を仕掛けてきた女性。本業はAV女優兼監督。ある日パーキングエリアで見かけたポルシェに一目惚れし、それを手に入れるためにAVに出演。現在の生活は全てポルシェを維持し走らせるためのものである。オフのときはよく首都高に走りに出かけている。
「ポルシェの意義はレースにこそある」と考えており、親睦会のようなツーリングなど無意味だと批判していた。だが、麗菜の言動に影響されたのか、麗菜のカレラRSが長期修理から戻ってきた際に企画された復活祝いのオフ会に参加したり、その心境に変化の兆しが見られる。
愛車はガーズレッドのポルシェ911（993型）カレラRS。ボンネットにシャチのマーキングをしており、ここから「赤シャチのカオリ」というあだ名がついている。
なぜかいつも麗菜に「カオル」と名前を間違えられる。
ヒデ
ラップグループ「ブレイブ・バヴル」のボーカル。本名、金城秀敏（きんじょう ひでとし）。麗菜もインディーズ時代からのファン。麗菜のRSがパンクしたところに居合わせてタイヤ交換をかってでる。その後麗菜が音楽雑誌のヘルプで行ったインタビュー現場で再会。その後ポルシェが縁で色々なイベントで出会ったり、麗菜の相談に乗ったりと付き合いがある。お互いに意識はしているようだが、恋仲という付き合いではない。かつてはサキュバス三姉妹の次女魔琴と恋仲だったようだが、ヒデの方から離れていった模様。レコーディングを終え麗菜に会いに行く途中、飲酒運転の盗難トラックが横断歩道に突っ込み轢かれそうになった親子を庇い、トラックに轢かれ死去。
愛車は930型ポルシェ911スピードスター ターボルック、前オーナーに何度も交渉して譲ってもらったもの。オーディオにこだわり、トランクにはオーディオ機材がぎっしり詰まっており、耐震補強を加えてノーマルより100キロ増となっている。
従来のポルシェオーナーズクラブとは違った、スピードや競走への偏重理念から脱却し、あらゆる人が一所懸命車と付き合い愛して感謝していける仲間を作りたいとの想いから、麗菜や岩浅にMPLの創設を持ちかけた。

### 轟家・親類および関係者
轟豪（とどろき ごう）
声 - 置鮎龍太郎
麗菜の父で故人。麗菜の964カレラRSの前オーナーでもある。根っからの遊び人だった模様。麗菜の回想から自分で車を整備する場面もありかなりの車好き。麗菜の高校卒業までは初代コスモスポーツに乗っていた。ただ洗車には無頓着で妻・小枝子は一度もポルシェを洗車したところを見たことがなかった。若い頃はスカイライン（ハコスカ）GT-Rに乗り、サバンナGTに乗る後の妻となる小枝子と非合法なバトルをしていた。ただ速さは小枝子の方がはるかに上だった。
番外編で婿養子ということが判明、旧姓は「車」。麗菜を溺愛していて、真希とカラオケに出かけた時に終電を逃した麗菜がナンパされかかったところをこっそり付いて来て助けたりしている。麗菜に免許を取るようにしつこく言い半ば無理やりに取得させた。麗菜をF1ドライバーにしたかったらしい。
ガレージ付きの家屋やクルーザーを所有するなど資産家だったと思われる。
轟小枝子（とどろき さえこ）
声 - 水落幸子
麗菜の母。一癖あり、ひょうひょうとしてつかみどころのない性格。何か理由をつけて麗菜に車の運転をさせるように仕向けたり、愛華に968CS、996GT3を貸し出すなど、何か意図がある模様。
車の知識があるのに作中で一度も運転することがなく、麗菜も小枝子が免許を持っていることすら知らなかったが、#87で秋元から昔凄腕の走り屋だったことが語られた。その時の愛車はマツダ・サバンナGT。ハンドルを握ると目つきが一変し激しい女になっていたのことで、極限状態に陥ったときの麗菜が豹変するようにその遺伝の一端が垣間見える。現在は何かの理由で運転を封印している模様。
轟道夫（とどろき みちお）
轟家長男。現在#1のみ登場。父・豪の死後実家を相続。公式ウェブサイトによると愛車は日産・シーマ。
轟陸（とどろき りく）
轟家次男。現在#1のみ登場。船舶免許を所有するため父・豪のクルーザーを相続。公式ウェブサイトによると愛車は三菱・パジェロ。
羽璃弧（はね りこ）
麗菜の従姉。#114から登場（#103で会話内で名前は出ていた）。仕事の転勤で麗菜・愛華と同居することに。同居は本人の意思ではなく台詞から実家からの強制。
性格は一見不思議ちゃんを装っているが、勝気で少々腹黒なところも。下手な運転の車に乗ると泣き叫んでしまう。これは幼少の時に運転の下手な母親に送迎されたことがトラウマとなっていて、ドライバーの運転テクニックを直感的に察知するらしく、スピードのせいではない。秘密主義で同居している麗菜達にすら自分の仕事が何かすら教えていなかった。実は「上野のシザーハンズ」と呼ばれるカリスマ美容師で、昨年独立して「L'ORANGE（ロランジュ）」を開店。予約を入れても3ヶ月待ちと言う、超人気店のオーナー兼美容師。
愛車は日産・GT-R(R35型、リミッター解除済み)。車に対する考え方は父親の影響を受けていて、「速さこそ全てに勝る正義」のもと、安易に外車至上主義に走る日本人を批判し、常に速さを追求するGT-Rをこよなく愛する。また、車のボディケアにも気を遣うタイプ。
自身の運転の腕はかなりのもので、首都高で他車を利用したとはいえ一度は愛華の996GT3を抜いている。
秋元（あきもと）
麗菜の両親と古くからの知り合いで、秋元モータース経営者。店は持たずに必要に応じて場所を借りてメンテナンスなどを行うスタイル。麗菜のカレラRSのエンジン修理や愛華の968CS、996GT3の手入れもした。ドリヴィン編集長叶澪のランチア・テーマ8.32も彼の元で整備を受けている。初登場は#14でシルエットで登場、本格的な登場は#86から。物腰の柔らかい明るい性格。趣味としてノバやマセラッティーメラクのレストアをしようと所有。また、過去にロータス・ヨーロッパを所有していたことがあり、手放してしまった現在も程度の良い出物を探している。

### 仕事関連
集英館出版・プレイガイズ編集部（#60まで麗菜が所属）
編集長
『月刊プレイガイズ』の編集長。ことなかれ主義で、あまり仕事をしているという雰囲気ではない。公式ウェブサイトによると愛車はトヨタ・クラウンマジェスタ。
船橋（ふなばし）
編集部の先輩編集者。麗菜にいつもちょっかいを出したり、セクハラ発言をしたりする。公式ウェブサイトによると愛車は日産・マーチ。
亀井（かめい）
集英館出版の社員カメラマン。グラビア写真から車の撮影も行う。麗菜のスタイルに目をつけており、常にグラビア写真を撮ろうと誘う。公式ウェブサイトによると愛車はトヨタ・エスティマ。
集英館出版・ドリヴィン編集部（#63から麗菜が所属）
叶澪（かのう みお）
総合自動車雑誌『ドリヴィン』女編集長。クールな性格で厳しい面もある。麗菜を少々無理な企画の担当にしたりするが、麗菜の成長を考えての行為。もっとも少々Sな性格でもある。
彼女の発案で編集部員には「歓迎会」という名目で一般道による運転技能・判断力・交通ルールの理解を見極める勝負をする。彼女が操る日産マーチの運転は回りの状況を的確に判断する無駄のない走りで、その走りには他の編集部員で勝てた人物はいない。これは雑誌としてインプレッションなどの情報だけでなくドライバーに対して安全や交通の円滑という視点が重要だと思っているため。
実はユリとは違うベクトルのレズビアンであり、『オート・ヴォーグ』編集チーフの優香とは、現在は距離を置いているが恋人同士。
愛車は日産マーチとランチア・テーマ8.32。
林原（はやしばら）
『ドリヴィン』編集デスク。『月刊プレイガイズ』でも車記事を担当しているので、編集部員の中では最も早く#2から登場している。麗菜がプレイガイズ在籍時から、ポルシェのトラブルの時にはショップの紹介などをして助けていた。代わりに『ドリヴィン』での「女性ドライバーのためのポルシェ日記」のコラムを書いてもらっていた。取材で響が代役に来て麗菜と悶着があった時も上手く取り成して取材をこなすなど、編集者として有能。
愛車は最初はマツダ・RX-8だったが、#18からBMW製のミニ・クーパーになった。
品川礼子（しながわ れいこ）
『ドリヴィン』編集部員。デザイン部出身。地顔が笑っている表情のため怒っていたり泣いていても感情が読み取り難い。元々工業デザインが志望だったが、大学の時に見た本の装丁に感動して集英館に就職。丸いラインやバイオラインやドルフィンラインが好みで、尊敬する人物はインダストリアルデザイナーのルイジ・コラーニ。丸い車の本を出したいと思っているが、何度企画を出してもボツになっている。自分の気に入ったもの（車やデザインなど）に対し、その良さやうんちくを他人に延々と話し続ける習性があり、麗菜らドリヴィン編集部員がよく被害に遭っている。
町で見かけたアルファロメオ・ザガートRZのラインに一目惚れし、出物の情報があれば静岡・福岡に飛んでいくほど。自分名義の車は持たず、普段は父名義のフォルクスワーゲン・ニュービートルを借りて乗っていた。父親が仕事に必要となったために返却。入れ替わりに『ドリヴィン』のロングラン・レポートとしてアルファロメオ・スパイダーに乗ることになった。その後番外編「愛しのアルファロメオさま」で念願のRZ（黄色）を個人売買で手に入れた。
形から入る性質で、イタリア車のオーナーになるにあたっては、身の回りの物事をイタリアンに固めるなど身も心もイタリアンな女性になるよう努めている。『ドリヴィン』でアルファロメオ・オーナーのクラブ「アルファ・ジェラート」の企画も担当している。
松坂（まつざか）
『ドリヴィン』編集部員。プレスとして実績はあるので鈴鹿サーキットの年間プレスパスを所有。愛車はスーパー7。
梶山（かじやま）
ドリヴィン編集部員。愛車はウニモグ。
金城怜（きんじょうれい）
麗菜が教育係の『ドリヴィン』新人編集部員、発進が大の苦手でエンストに恐怖する。愛車はロータス・エリーゼ。ラップグループ「ブレイブ・バヴル」のボーカル・ヒデの実の妹。

### ライター
響響介（ひびき きょうすけ）
イケメンジャーナリストとしてクルマ雑誌のほかにファッション誌などでも活躍するジャーナリスト。目上の人にもタメ口で、スタッフの受けもあまり良くないが、数字が取れるために仕事は多い。高速で煽ったりなどのわがままな言動に、普段他人の悪口を言わない麗菜にすら嫌われた。麗菜と会う度に事故で胸を揉んでしまうため、麗菜にグーで思いっきり殴られる。彼曰く「自分に手を上げる女は今までいなかった」だが何度か麗菜と接触することで、仕事や考え方に変化が起こってきている。普段は『ドリヴィン』には関与していないが、取材に代役で登場、麗菜との因縁もあったが、林原の取り持ちでことなきを得た。MT操作が苦手。
愛車はマクラーレンSLR、フェラーリF430スパイダー、マセラティ グランツーリスモ等8台所有。最近MTの練習用にカレラGTも購入。
サキュバス三姉妹（夜美三姉妹）
一番売れっ子の自動車ライター。私有地で会員制のカーミーティング「ワルプルギスの夜」を行ったりと超セレブ。両親が国会議員で政界にもコネクションがある。彼女達に記事を書いて貰うには、1ページ当たり100万円の原稿料を払うか、最高速チャレンジなどの勝負で打ち負かすという2択しかない。裏技として勝負で負けてもレポート記事としてサキュバス三姉妹関連記事がタダで書ける。
夜美魔弥（やみ まや）
サキュバス三姉妹長女。ライターデビュー直後に叶澪と最高速勝負をして勝利した。だが駆け出しで知名度を上げたかったために、1ページ3万円で書くと申し込んだが、澪はその行為にがっかりして断った。それ以来『ドリヴィン』とは縁がない。ライターとして妹達には公道での暴走行為を禁じるなどプロジャーナリストとして意識は高い。
愛車はランボルギーニ・カウンタックLP400。
夜美魔琴（やみ まこと）
サキュバス三姉妹次女。事情を知らなかった麗菜と最高速勝負をすることになったが、麗菜のシフトミスによるエンジンブローで呆気なく勝利。かつてヒデと恋仲であったようだが、#99からの会話ではヒデの方から離れていったと思われる。そのためヒデと仲の良い麗菜に敵対心を募らせ再度最高速勝負を挑んできたが、愛車のエンジンを自分の失態で潰してしまったトラウマから麗菜は拒否。だが代わりに伝説のポルシェターボ(ミッドナイト・ポルシェ)に乗ることになった愛華から、湾岸での勝負を挑まれ完敗する。愛華から経緯を聞いて自分が一人で空回りしていたことを悟り、麗菜とは「クルマでの勝負」はしないと決めた。
愛車はランボルギーニ・ディアブロGTと、ダイハツ・コペン。
夜美魔魅（やみ まみ）
サキュバス三姉妹三女。子供っぽい性格でわがまま、思い込んだら他人の言うことを聞かない性格。勝負に関しては勝利することに対して貪欲で、勝負前に相手のデータを徹底的に調査し、勝つためにはダーティーな行為もいとわない。これは幼少時より仕事が忙しかった父親に自分の活躍するところを見てもらえなかった寂しさにより、「勝利」を報告することが重要だと思うようになったため。
愛華と魔琴の湾岸勝負の後、姉の敵討ちとして愛華に公開勝負を挑む。その際も、愛華のミッドナイト・ポルシェが使用する特殊燃料が残り少ないことを察知し、勝負ではスタートダッシュで前に出てブロック（というより走路妨害）しつつ燃料を浪費させるという作戦に出る。だが勝負中、遅れてきた父親の呼びかけにより、正々堂々としたパワー勝負に切り替える。最後は、精神的不安定からドライビングミスをしてクラッシュしかかるも、愛華のテクニックにより助けられ無事生還、勝負は愛華の勝ちとなった。その後父親から、自分の活躍はビデオや姉達の報告により知らされていたことを知らされた。
愛車はランボルギーニ・ムルシエラゴLP640。また買い物など日常の足として スマートKも所有している。

### 友人
真希（まき）
麗菜の高校・大学時代の友人。オールバックの髪型が特徴で少々口が悪い。麗菜と映画に行ったり食事をしたり温泉行ったりと、およそクルマとは関係のない普通の友人。野球好きで大宮スーパーガタックスのファン。麗菜のぽろっとヒドいことを言ったり無茶をする行為を、裏（ブラック）麗菜と呼んでいる。
明日美（あすみ）
#14に登場。麗菜の高校時代の同級生。事故を起こした麗菜を慰めるために温泉に誘うが、愛華との一件で待ちぼうけを喰らう。

### その他の人物
デス☆スター
ポルシェ911に敵対心を抱くボクスター乗り。911を見ると後ろから煽って道を譲らせたり、バトルを強要したりする危険人物。方向音痴で、麗菜の乗るカレラRSを襲おうとして道先を誤って見失ったりした事も。後日ボクスターに乗っていた麗菜に遭遇し声を掛けたが、麗菜だけはデス☆スターに煽られた実情を知っていた故に逃げられ、その後も追いかけて説得しようとしたところ、ボクスターで仮眠中の麗菜が起きた拍子に胸に顔を埋めてしまい張り倒された。未だに麗菜が911乗りだと知らない。その後も愛華の運転に同乗しているところで2度遭遇するが、麗菜は既に彼の事を忘れている。
愛車はボクスターSであったが、#75からケイマンS（自称：スカル=ケイマン）に乗り換えた。彼の車体にはボンネットにドクロマークを貼っている。ケイマンに乗り換えてからは911を1台抜き去るごとにサーキットの狼のように撃墜マークとして小さいスカルマークを1枚ずつ貼るようにした。首都高で911カレラ（930型）に乗る愛華と接触した時に8つの撃墜マークが貼ってあったが、その正確性は疑問。
愛華の熱烈なファンで、愛華の公式グッズを勝利の女神として車内に飾っている。首都高での911とのバトル後、相手が愛華だと知ったとたん舞い上がり、黒い車体なのにボンネットに黒マジックでサインを入れて貰おうとした。
悪行の報いは、後に別のケイマンにバトルで成敗され、そのドライバーの温情でCCJのメンバーになった。
溝呂木響子（みぞろぎ きょうこ）
テレビ関東の女子アナウンサー。麗菜と比べても遜色ないほどの巨乳の持ち主。一見温和で常識的なアナウンサーに見えるが、一度ハンドルを握ると性格が豹変し、広島弁の汚い口調になる。愛車はダッジ・バイパーGTS ACRで、湾岸線をテリトリーにする走り屋「レディ=ポイズン」として知られる。愛車のフロント部にチタン合金のパーツが埋め込まれており、相手の車のリアに傷をつける「地獄のキス」を得意技とする。
白鳥桜（しらとり さくら）
声 - 倉田雅世
首都高に出没する白色ポルシェ930ターボを運転する女性ドライバー。元レーサーで、フォーミュラ・ガイア初の女性シリーズチャンピオンだったが、その後プライベートで事故に遭い下半身不随になったことで、レース界から突然姿を消す。事故後は己の運命に絶望し、リハビリもせずクルマのゲームにのめり込む毎日を送っていたが、同じく下半身不随になった元F1レーサーが、手だけでアクセル・ブレーキ操作が可能な車をサーキットで走らせるCMを見て、再び運転することへの意欲を取り戻す。退院後、エンジンのない930ターボのボディと、934ターボのエンジンユニットを見つけ、ハンドコントロールシステムと共に組み合わせて白鳥桜仕様の930ターボ改「ホワイト・スワン」を完成させる。
毎夜午前零時ごろ首都高に出没し、バトルを繰り広げ無敗を誇っていたが、カオリとのバトル中にR32型GT-Rを駆る愛華に抜かれ初の敗北を喫した。桜の身の回りのサポートをする口うるさい弟がおり、いつも一人で夜中に走りに出かける桜を心配している。
麗菜から勧誘されMPLのメンバーに加わった。
浜詩織（はま しおり）
藤沢駅近くのワインバーに勤務するソムリエールで、岩浅の知り合い。黒いセミロングヘアの落ち着いた雰囲気の女性で、麗菜曰く「凛とした女性」。弟・猛が所有していた930タルガを所有する。猛は飲酒運転のドライバーに撥ねられ、5年前に死亡。ソムリエールになりたてだった彼女は、それ以来「悪いのはクルマでもお酒でもなく意思の弱い人間」であると悟り、さらに猛が楽しんで運転していた911タルガを引き継いで運転しても「弟の代わりに運転する」という思いに縛られ苦しんでいた。しかし、父の形見のカレラRSを所有する麗菜と知り合い交流することで、彼女がソムリエールを目指していた頃の自分を思い出し、「楽しんでクルマと付き合う」ことを知る。
また、食事に合う酒類以外の飲み物として、あるものを麗菜に提案する。
通称ノロイ姉さん
CCJ（ケイマン・クラブ・ジャパン）のメンバーの一人。「ノロイ姉さん」は通称で、本名は乃瀬あんな（のせ あんな）。真っ白なロングヘア（実はウィッグで、実際はスキンヘッドである。本人以外の人間はこのことを知らない）、177cmの長身が特徴の女性で、本職はモデル。ルールやマナーを守らない人間には容赦なく攻め込むが、テクニックに長け、さばさばとした性格からCCJ内からの信頼は厚い。
真っ白のボディに、ヘッドライトとフロントブレーキキャリパーのみ赤いケイマンSを所持している。このケイマンの外観がねずみが主人公のアニメの敵の大きな白いイタチを連想させることから「ノロイ姉さん」と呼ばれるようになった。かなりのモデファイが加えられているようで、もう1台ケイマンが買える程のお金をつぎ込んでいるが、トータルパッケージを忘れないよう心がけてチューニングされている。
悪行を続けるデス☆スターを懲らしめようとして返り討ちに遭ったCCJのメンバーを麗菜が救助したことで、麗菜と知り合う。以前からデス☆スターを快く思ってなかったようで、群馬サイクルスポーツセンターでデス☆スターとバトルし、地の利を生かして勝利した。
後にMPLのメンバーに加わった。

## 登場する車

### ポルシェ
911カレラRS（964型）
主人公・麗菜の愛車。カラーはルビーストーンレッド。964型911カレラ2（後輪駆動）をベースにボンネット・ドアパネルをアルミ化、リアシート・エアコン・オーディオの排除をすることで100kg以上の軽量化をし、エンジンを10psアップしたレーシング仕様。亡き父の形見として麗菜が乗ることになるが、元々車に対して無知なために悪戦苦闘。最初は父の形見としての意識が強かったが、徐々に大事なパートナーとして大切な存在になる。麗菜が付けた愛称は「ポル君」。マイナートラブルや麗菜のドライビングの未熟さから来る事故などで修理期間が長く、主役車としては出番率は低め。#150で修理が完了し復活した。他に#23 - 25で女性ポルシェオーナーズクラブ「ローズ・ヒップ」サブリーダー、橋崎よしのが乗るメタリックブラックが登場している。
911カレラ（930型）
最高速勝負で麗菜が（4速→5速のつもりが4速→3速にシフトミスして）エンジンを廃棄物にしてしまったカレラRSの代車として秋元から借りた。正規輸入物でカラーはシルバー。カレラRSの修理が長引くため、名義を麗菜に変更（麗菜で5オーナー目）。愛華の運転中、首都高でデススターとバトルになり、サスペンションの寿命が判明、またこのバトルでタイヤも寿命となり足回りをリフレッシュする（費用はサスは秋元持ち、タイヤとブレーキは消耗品ということで折半となった）。麗菜が付けた愛称は「シルバ君」。
911スピードスター ターボルック（930型）
ヒデの愛車で930型の最後を飾るモデルとして、伝説の「スピードスター」の名前を付けリリースされたオープンモデル。同じオープンモデルのカブリオレよりもフロントウインドーなども低くなり、ボディーは頑強に作られている。彼の車体はオーディオにこだわり、フロントトランクにはオーディオ系パーツが詰まり、耐震補強も合わせてノーマルより100kg重量増となっている。
930ターボ
911初のターボモデルで、本来「930」はターボモデルのみを言う。作中で登場したのは2台。1台は白鳥桜が自身専用にカスタマイズした車体。ステアリング周りで操作が出来るように改造がしてある。一見ノーマル然としているが、5マイルバンパーをカーボン化したりブレーキも強化するなどかなり高度なチューニングがしてある。一番の特徴はグループ4のレース用エンジン・934ターボのエンジンを移植してある。最高出力485ps。もう1台は#100から登場した「ミッドナイト・ポルシェ」930をベースにポルシェAGレース部門責任者ウェレットの最後の作品。最大ブースト1kgで610ps／最高時速340km。燃料がスペシャルブレンドの専用品で一般的なハイオクガソリンでは走行ができない。現在入手が出来なくなったためにストックも付きかけていた。サキュバス3姉妹との再戦用に用意されたが、麗菜が拒否したために愛華が搭乗し次女・魔琴のディアブロGTを湾岸線で抜き去る。そして三女・魔魅と開業前の第2アクアラインで勝負となったが、燃料残量のなさを突かれ、急減速・再加速の妨害走行による燃料消費を誘発され、ガス欠のピンチとなる。魔魅の父親の説得により最高速勝負に戻ったものの、精神的に不安定になった魔魅のムルシエラゴが壁に接触してスピンしそうになったために、とっさにミッドナイト・ポルシェを当ててスピンを防ぎ、勝負にも勝った。車体は壊れたが、オーナーの吉田はこれを期に新たなステップとして、通常のハイオクでも走れるように新たなミッドナイト・ポルシェを作り直すことを愛華に約束した。
911GT3（996型）
岬愛華が#73 - 164まで乗っていた911。カラーはリビエラ・ブルー。GT3はレース仕様（ポルシェカップやGTレース）を前提に製作されたモデルをロードバージョンにした物。初の水冷型エンジンの911で、これは欧州・アメリカでの排ガス基準をクリアするため。また車体前半をボクスターと共有することで開発コストを削減し、当時経営難と言われた時期を脱したといわれる。
968CS
岬愛華が#14 - 73まで乗っていたポルシェ。フロントエンジンで後輪駆動。カラーはマリタイム・ブルー。エンジンはベースの968と同じ240psだが、パワーウインドー・エアコン・リアシート撤去による50kgの軽量化と、フルバケットシートの導入、サスペンションの強化が行われている。サーキット等の走行モデルとして最高のバランスと評価されている。愛華が東京の高校に編入するに当たって轟小枝子が貸し与えた。当初愛華は麗菜の964RSを欲したが、自分が設定した走行会で968CSを全開で走らせたところ、この車の魅力に目覚めて乗り続けることを決意した。

## 書誌情報

### 彼女のカレラ
- 麻宮騎亜『彼女のカレラ』集英社〈ヴァージン・プレイボーイ・コミックス〉、全24巻
  1. 2005年4月24日初版発行、ISBN 4-08-857445-1
  2. 2005年7月24日初版発行、ISBN 4-08-857449-4
  3. 2006年3月22日初版発行、ISBN 4-08-857455-9
  4. 2006年9月24日初版発行、ISBN 4-08-857462-1
  5. 2007年3月24日初版発行、ISBN 978-4-08-857466-0
  6. 2007年7月24日初版発行、ISBN 978-4-08-857469-1
  7. 2007年10月19日初版発行、ISBN 978-4-08-857472-1
  8. 2008年1月18日初版発行、ISBN 978-4-08-857475-2
  9. 2008年4月18日初版発行、ISBN 978-4-08-857478-3
  10. 2008年7月23日初版発行、ISBN 978-4-08-857482-0
  11. 2008年10月22日初版発行、ISBN 978-4-08-857485-1
  12. 2009年2月24日初版発行、ISBN 978-4-08-857489-9
  13. 2009年6月24日初版発行、ISBN 978-4-08-857492-9
  14. 2009年9月23日初版発行、ISBN 978-4-08-857497-4
  15. 2009年12月23日初版発行、ISBN 978-4-08-857500-1
  16. 2010年3月24日初版発行、ISBN 978-4-08-857503-2
  17. 2010年6月23日初版発行、ISBN 978-4-08-857506-3
  18. 2010年9月22日初版発行、ISBN 978-4-08-857509-4
  19. 2010年12月22日初版発行、ISBN 978-4-08-857512-4
  20. 2011年3月23日初版発行、ISBN 978-4-08-857516-2
  21. 2011年9月21日初版発行、ISBN 978-4-08-857518-6
  22. 2011年12月24日初版発行、ISBN 978-4-08-857525-4
  23. 2012年5月23日初版発行、ISBN 978-4-08-857527-8
  24. 2012年11月19日初版発行、ISBN 978-4-08-857530-8

カバーの下にはサービスカットとして表紙になったテーマのオチが描かれている。
2019年より電子書籍版が『彼女のカレラEV（Electric Version）』のタイトルでスコラ社から配信されている。

### 彼女のカレラRS
- 麻宮騎亜『彼女のカレラRS 0』幻冬舎コミックス〈バーズコミックス〉、2013年5月24日初版発行（同日発売[5]）、ISBN 978-4-344-82825-4
- 麻宮騎亜『彼女のカレラRS』幻冬舎コミックス〈バーズコミックス〉、全6巻
  1. 2013年5月24日初版発行（同日発売[6]）、ISBN 978-4-344-82824-7
  2. 2013年11月24日初版発行（11月21日発売[7]）、ISBN 978-4-344-82960-2
  3. 2014年5月24日初版発行（同日発売[8]）、ISBN 978-4-344-83123-0
  4. 2014年11月21日初版発行（同日発売[9][10]）、ISBN 978-4-344-83259-6
  5. 2015年7月24日発売[11]、ISBN 978-4-344-83483-5
  6. 2015年12月24日発売[12]、ISBN 978-4-344-83581-8

カバーの下のサービスカットはRSでも引き続き採用されている。

### 彼女のカレラGT3
- 麻宮騎亜『彼女のカレラGT3』リイド社〈リイドカフェコミックス〉、既刊3巻（2021年3月29日現在）
  1. 2018年12月7日発売[13][14]、ISBN 978-4-8458-5405-9
  2. 2019年11月28日発売[15]、ISBN 978-4-8458-5542-1
  3. 2019年11月28日発売[16]、ISBN 978-4-8458-5727-2

### 傑作選など
- 麻宮騎亜『彼女のカレラ ベストセレクション』幻冬舎コミックス〈バーズコミックス〉、全3巻
  1. 麗菜編 2014年9月24日発売[17]、ISBN 978-4-344-83221-3
  2. 愛華編 2014年11月21日発売[18]、ISBN 978-4-344-83271-8
  3. ぱるこ＆ユリ編 2015年1月24日発売[19]、ISBN 978-4-344-83332-6

## ドラマCD
彼女のカレラRS SOUND PORTRAIT 2014年10月8日ランティスより発売。